# 1051 Merope
Az 1051 Merope (ideiglenes jelöléssel 1925 SA) a Naprendszer kisbolygóövében található aszteroida. Karl Wilhelm Reinmuth fedezte fel 1925. szeptember 16-án.